# أبا كولون
أبا كولون هو شخصية رومانية أسطورية ورد ذكره في إحدى الأساطير التلمودية المتعلقة بتأسيس روما.

## الأسطورة
وفقًا للأسطورة، وجد المستوطنون الأوائل في روما أن أكواخهم قد انهارت بمجرد بنائها، وعندها قال لهم أبا كولون، «ما لم تخلط المياه من نهر الفرات بالملاط (المونة) الخاصة بك، فلن يبقى أي شيء تبنيه». ثم عرض عليهم توفير هذه المياه، ولهذا الغرض سافر عبر الشرق كنحَّاس، وعاد بالماء من نهر الفرات في براميل النبيذ. خلط البناة هذه المياه مع الملاط وبنوا أكواخًا جديدة فصمدت. ومن هنا يقول المثل القائل: «إن مدينة بدون أبا كولون لا تستحق اسمها». لذلك سميت المدينة المبنية حديثًا «روما البابلية».